# Iseca Vieja
Iseca Vieja es una localidad del municipio de Liendo (Cantabria, España). Tiene una altitud de 40 metros sobre el nivel del mar. En el año 2008, la localidad contaba con una población de 124 habitantes (INE). Cómo arquitectura religiosa es importante destacar la ermita de la Virgen de Gracia, que fue mandada construir en el siglo XIV por Maese Pedro. En cuanto a arquitectura civil encontramos una casona con un gran escudo barroco, perteneciente a la familia Albo. En este barrio existen otras casonas importantes como la casona blasonada de Miguel de Avendaño y López (heredada de su madre Faustina Antonia Pérez de la Quintana y de la Gándara y construida hacia 1712 por sus antepasados Miguel Pérez de la Quintana y Llóriga y Clara María de Bolde y Leyba) y la casona de Eduardo Mazarrasa Rétola (cuya madre era una Rétola Avendaño).
- Datos: Q5921125
- Multimedia: Iseca Vieja / Q5921125